# Jerzy Antoni Wojciechowski (filozof)
Jerzy Antoni Wojciechowski (ur. 30 czerwca 1925 w Brześciu, zm. 6 sierpnia 2014 w Ottawie, Kanada) – polski i kanadyjski filozof.

## Życiorys
Syn Romana Wojciechowskiego i Antoniny z Widawskich. Absolwent I Państwowego Gimnazjum i Liceum im. Stefana Batorego w Warszawie (1942). Od 1942 studiował na tajnych kompletach organizowanych przez wykładowców Politechniki Warszawskiej. Walczył podczas powstania warszawskiego, został dwukrotnie ranny, za męstwo odznaczony Krzyżem Walecznych. Od 1945 przebywał w Belgii, gdzie studiował na Katolickim Uniwersytecie w Lowanium. W 1949 uzyskał tytuł baccalaureat en philosophie i wyjechał do Kanady, gdzie kontynuował naukę na Uniwersytecie Laval w Quebec City. W 1951 uzyskał tam tytuł licence en philosophie, a dwa lata później obronił doktorat. Od 1953 przez rok był wykładowcą filozofii w St. Francis Xavier University w Antigonish, a następnie wyjechał do Ottawy, gdzie został lektorem, a następnie asystentem profesora na tamtejszym uniwersytecie. Działał w organizacjach polonijnych i słowiańskich, m.in. wiceprezes Kongresu Polonii Kanadyjskiej, w uznaniu zasług w 1990 został odznaczony przez prezydenta RP na uchodźstwie Krzyżem Oficerskim Orderu Odrodzenia Polski. Od 1968 przez sześć lat był prezesem Polskiego Instytutu Naukowego w Kanadzie, od 1970 był członkiem korespondentem, a od 1972 członkiem czynnym zamiejscowym Polskiego Towarzystwa Naukowego na Obczyźnie. Jerzemu Antoniemu Wojciechowskiemu jako pierwszemu w historii Kanadyjskiego Towarzystwa Filozoficznego nadano tytuł członka honorowego. Pełnił funkcję prezesa Kapituły Kanadyjskiego Stowarzyszenia Humanistycznego w Ottawie, członka Międzynarodowego Instytutu Procesów Zaawansowanych w Systemy Naukowe. Był także członkiem Komitetu Wykonawczego i przewodniczącym Komisji Stosunków Międzynarodowych Humanistycznych Badań Naukowych w Council of Canadians. Pod koniec kariery zawodowej otrzymał tytuł profesora emerytowanego oraz doktor honoris causa International Institute for Advanced Studies in Systems Research and Cybernetics Uniwersytetu w Ottawie. 

## Dorobek naukowy
Dorobek naukowy Jerzego Antoniego Wojciechowskiego obejmuje prace z filozofii nauk i teorii poznania, a także filozofii przyrody i zagadnień etnicznych Kanady. Stworzył filozoficzną teorię ekologii wiedzy, której zasady wyjaśnił w książce "Ecology of Knowledge". Jako profesor wizytujący wykładał w ponad sześćdziesięciu uczelniach wyższych na świecie, jest autorem licznych felietonów, prac i publikacji naukowych. 

## Życie prywatne
Jego żoną była pisarka i wykładowczyni Cécile Cloutier, z którą miał dwie córki, Marię i Ewę.